# Маньков, Иван Николаевич
Ива́н Никола́евич Маньков (1881 — апрель 1963) — депутат Государственной думы IV созыва от Иркутской губернии.

## Биография
Родился в семье мещан города Нижнеудинска Иркутской губернии. Обучался в Нижнеудинском городском училище, однако окончить его не смог из-за того, что был исключён за несвоевременную оплату за обучение, по другим сведениям ему всё же удалось окончить Нижнеудинское городское 4-классное народное училище. После исключения из училища работал на цементном заводе в Нижнеудинске. В 1900 году сдал экзамены на телеграфиста. После чего служил телеграфистом на железной дороге, впоследствии помощником начальника станции Канск Сибирской железной дороги. В 1905 году активно участвовал в общественно-политическом движении, в 1906 году был арестован и выслан в административном порядке на север Канского уезда Енисейской губернии. В 1908 году вернулся из ссылки в Нижнеудинск, служил там в городском казначействе, затем в мещанской управе, откуда вскоре был уволен по распоряжению Иркутского губернатора. В 1910 году избран гласным Нижнеудинской городской думы, имел годовое жалованье 600 рублей в год. Позднее избран городским головой Нижнеудинска, но Иркутский губернатор не утвердил его в этой должности. В 1911 году стал организатором Нижнеудинского кредитного товарищества, служил в нём бухгалтером. Владел домом. Был женат, имел двоих детей.

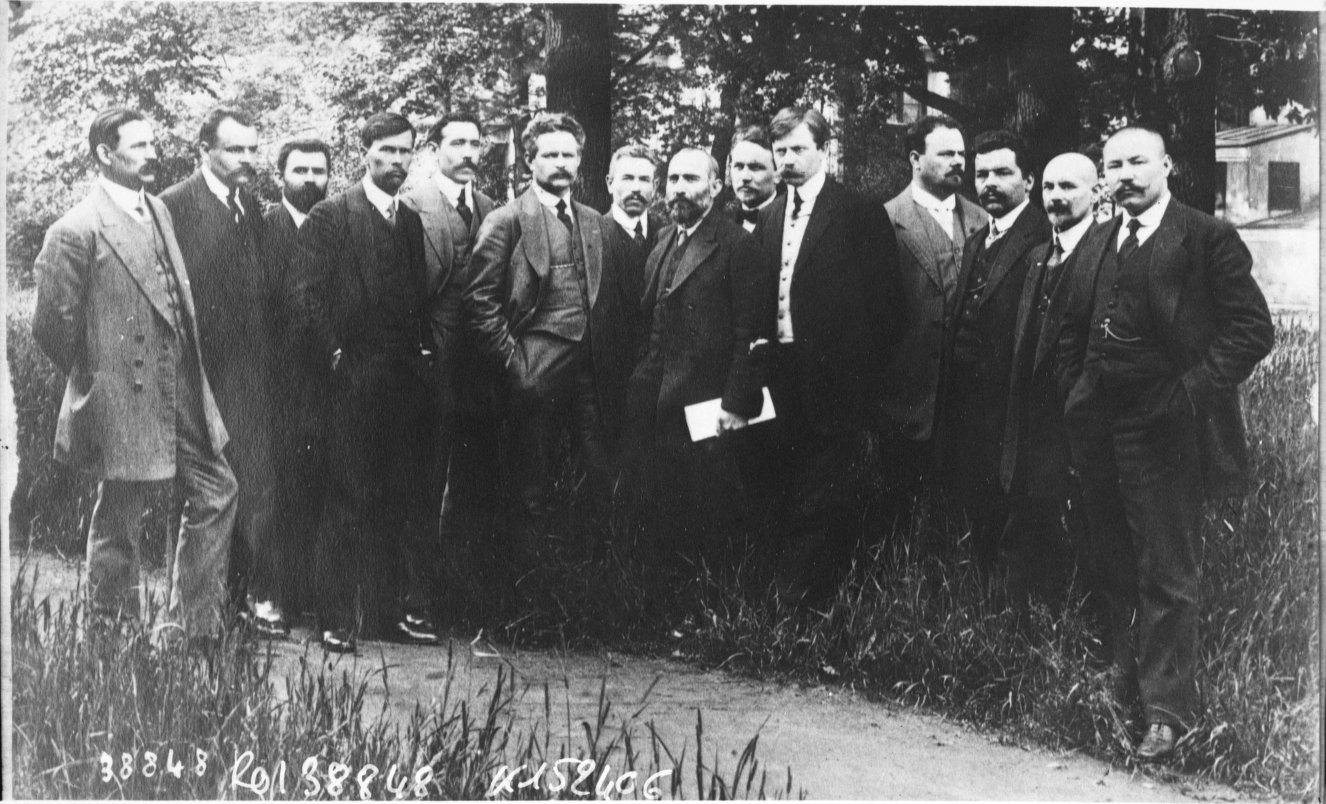
Социал-демократическая фракция в 4-й Государственной Думы. И. Н. Маньков стоит справа, в центре — Р. В. Малиновский.

1 ноября 1912 года избран в Государственную думу IV созыва от общего состава выборщиков Иркутского губернского избирательного собрания. Стал членом Сибирской депутатской группы и Социал-демократической фракции. Осенью 1913 года после раскола социал-демократической фракции, член её меньшевистской части, сохранившей старое название.
С началом 1-й Мировой войны стал «оборонцем». В 1915 году проголосовал за бюджет, вопреки решения Социал-демократической фракции, за эти действия был исключён из фракции. Состоял в думских комиссиях по переселенческому делу, по городским делам, об охоте, рыболовству, продовольственной. Был удалён на 15 заседаний на основании статьи 38 Учреждения Государственной Думы.
Во время 1-й Мировой войны был уполномоченным Союза городов и уполномоченным Красного Креста.
Во время Февральской революции в качестве комиссара Временного комитета Государственной думы в ночь на 3 марта был командирован в Ревель. Помог установить в городе общественного спокойствия и прекратить забастовки на заводах. Оказал поддержку по организации судовых, ротных и полковых комитетов в войсках. 17 марта 1917 года отправлен Временным комитетом Государственной думы в Ново-Знаменскую больницу (станция Лигово около Петрограда) для разрешения противоречий между служащими и руководством. В конце марта — начале апреля 1917 года командирован в Витебскую губернию для выполнения поручений отдела сношений с провинцией Временного комитета Государственной думы.
12—15 августа 1917 года участвовал в Государственном совещании в Москве.
После прихода к власти большевиков участвовал в Белом движении. Состоял в Сибирской областной думе. 31 мая 1918 года во главе военной организации освободил Нижнеудинск от большевиков.
28.10.1918 г. допрашивался по делу Нижнеудинского уездного воинского начальника Тихомирова Константина Васильевича.
Дальнейшая судьба и дата смерти неизвестны.

### Рекомендуемые источники
- Николаев А. Б. Комиссары Временного комитета Государственной думы (февраль — март 1917 года): персональный состав // Из глубины времен. СПб., 1995. № 5;
- Николаев А. Б. Комиссары Временного комитета Государственной думы в апреле 1917 года: персональный состав // Из глубины времен. СПб., 1997, № 8.

#### Архивы
- Российский государственный исторический архив. Фонд 1278. Опись 9. Дело 478.